# Caithness
Caithness (skotskou gaelštinou Gallaibh) je tradiční hrabství ve Skotsku, od správní reformy v roce 1975 součást oblasti Highland. Nachází se na severovýchodním výběžku Skotska, úžina Pentland Fitrth je odděluje od Orknejských ostrovů, na západě sousedí se Sutherlandem. Na území regionu leží poloostrov Dunnet Head, nejsevernější bod ostrova Velká Británie. Z ostrovů při caithnesském pobřeží je největší Stroma.
Caithness má rozlohu 1844 km² a žije zde okolo 26 000 obyvatel. Největším městem je Wick se zhruba sedmi tisíci obyvateli, dalšími významnými sídly jsou Thurso, Halkirk a Castletown. Krajina je převážně rovinatá, nejvyšší vrchol dosahuje 706 m n. m. Podklad tvoří červený pískovec devonského původu, nacházejí se zde četná rašeliniště a malá jezírka, od druhé poloviny dvacátého století se vysazují jehličnaté lesy. Nejdelší řekou je Thurso.
Původními obyvateli oblasti byl piktský kmen Cait, po němž se zachovalo množství brochů. Spojením jeho názvu se staroseverským výrazem pro poloostrov „Ness“ vznikl název Katanes, později poangličtěný na Caithness. Oblast ovládali Normané z Orknejí do roku 1266, kdy byla Perthskou smlouvou připojena ke Skotsku. Od roku 1455 byl klanu Sinclairů udělován titul hrabat z Caithness. Na území Caithnessu se nachází množství historických památek, jako je hrad Mey, hrad Dunbeath nebo Ackergill Tower.
Se zbytkem země spojuje Caithness železniční trať Far North Line. Hlavními ekonomickými aktivitami jsou těžba rašeliny, rybolov, chov ovcí, sklářství a výroba whisky. V obci Dounreay byla v roce 1955 vybudována jaderná elektrárna, jejíž provoz byl ukončen v roce 1994.